# بليموث أرجايل
نادي بليموث أرجايل لكرة القدم (بالإنجليزية: Plymouth Argyle Football Club)‏ هو فريق كرة قدم من مدينة بليموث في إنجلترا، أُسس بتاريخ 1886، يلعب في الدوري الإنجليزي الدرجة الثانية، في هوم بارك، يدرب النادي ديريك آدامز.

## وصلات خارجية
- صفحة بيانات نادي بليموث أرجايل على موقع كووورة، تاريخ الوصول: 22 سبتمبر 2018.
- الموقع الرسمي